# Economato Militar
El Antiguo Economato Militar es uno de los mejores exponentes del modernismo de Melilla. Está situado en La Avenida, dentro del Ensanche Modernista y forma parte del Conjunto Histórico Artístico de la Ciudad de Melilla, un Bien de Interés Cultural.

## Historia
Construido en 1907 en estilo ecléctico según proyecto de Rodríguez Borlado del 23 de marzo de 1907 para la sociedad Economato Militar sobre los solares 140, 141 y 147, vendidos por el Estado el 28 de agosto de 1911, en 1914 se realiza un concurso de proyectos para la renovación de sus paramentos, adjudicada Enrique Nieto a principios de febrero de 1914 con lo que entre el 14 de septiembre y 1915 es rehecha por el maestro de obras Julián Gómez en un estilo modernista.
El 30 de enero de 1933 se traslada Casa Tortosa, dándole nombre y en 1961 el arquitecto Eduardo Caballero Monrós reforma y decora su local, construyendo escaparates y enlazando sus huecos centrales, destruyendo el diseño original.
El 28 de febrero de 1951 la familia Montes lo compra y reforma su planta principal.
En el 2013 fue restaurada por Garab, según proyecto del estudio Moreno y Montero,  reconstruyéndose los miradores.

## Descripción
Consta de planta baja y planta principal, está construido con paredes de mampostería de piedra local y ladrillo macizo, con vigas de hierro y bovedillas del mismo ladrillo y es uno de los mejores exponentes del modernismo floral melillense, gracias a su teatral fachada, compuesta por unos bajos bastante alterados que dan paso, por medio de ménsulas en abanico y con caras femeninas, a una balconada con balaustrada que tiene como punto central un saliente semicircular. Detrás de él que se sitúa una ventana con arco escarzano flanqueado por dos columnas, finalizando con una cenefa y una cornisa que sobresale y que está cerrada por dos miradores, con una preciosa decoración y una magnífica carpintería que termina en un remate ondulante in crecendo que termina en una crestería. Las pilastras, con detalles ornamentales circulares y líneas verticales que limitan los paños, terminan en vasos de coronación.